# Effetto Kondo

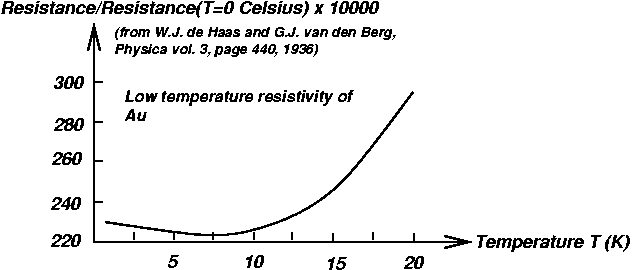
Effetto Kondo: Andamento della resistività di un campione di oro drogato con impurità di ferro a basse temperature

L'effetto Kondo si manifesta in metalli drogati con impurità ferromagnetiche. Esso consiste in un andamento caratteristico della resistività del metallo in funzione della temperatura, dovuto agli scattering tra gli elettroni di conduzione e le impurità.
Questo effetto venne descritto per la prima volta da Jun Kondo, il quale dimostrò anche, utilizzando uno sviluppo perturbativo al terzo ordine, che la frequenza degli urti degli elettroni di conduzione con le impurità magnetiche diverge quando la temperatura scende allo zero assoluto.
In un modello che implementi l'effetto Kondo la dipendenza della resistività dalla temperatura può essere scritto nel modo seguente:
{\displaystyle \rho (T)=\rho _{0}+aT^{2}+bT^{5}+c_{m}\ln {\frac {\mu }{T}},}
dove ρ0 è la resistività allo zero assoluto, aT2 è un termine dovuto alle proprietà statistiche dei sistemi fermionici e il termine bT5 è dovuto ai modi vibrazionali del reticolo; a, b and cm sono costanti determinate empiricamente. L'ultimo termine venne derivato da Jun Kondo ed è quello responsabile dell'effetto.
I primi calcoli mostrarono che, in base a questo modello, la resistività del materiale, dopo aver raggiunto un minimo a temperatura diversa da zero, cresce fino a presentare una divergenza a T=0.
Fu solo nel 1975, con il lavoro del fisico statunitense Kenneth Wilson, che venne risolto questa apparente aporia impiegando un procedimento basato sul gruppo di rinormalizzazione, lavoro che valse a Wilson il premio Nobel per la fisica nel 1982.
Oggi si definisce la temperatura di Kondo come quella temperatura al di sotto della quale perde di validità il metodo di calcolo originale di Kondo .
L'effetto Kondo può essere visto come un esempio di libertà asintotica, cioè di sistema fisico soggetto ad un'interazione la cui costante di accoppiamento diventa arbitrariamente grande man mano che ci si avvicina allo zero assoluto. In questo modello l'interazione è quella tra gli elettroni di conduzione e le impurità magnetiche presenti all'interno del metallo.

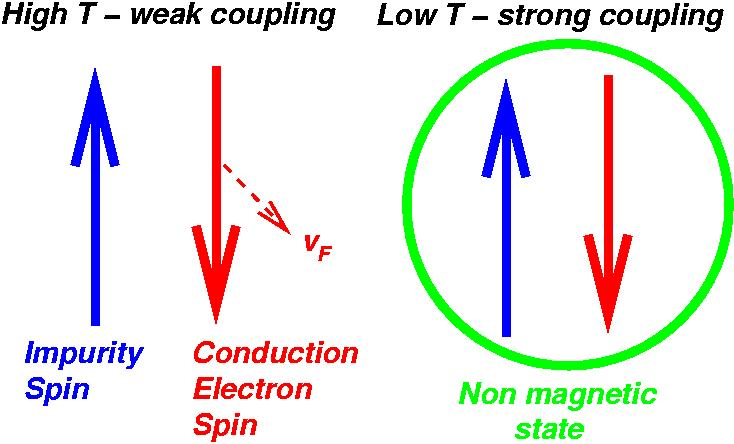
Schema della situazione di accoppiamento debole ad alta temperatura: gli elettroni si muovono in maniera caotica a velocità di Fermi v_{F}. Quando un elettrone giunge in prossimità di un atomo di impurità tende a porsi con lo spin opposto a quello dell'impurità. In questo modo si genera un lieve antiferromagnetismo.
Al contrario, quando la temperatura tende a zero (e quindi, con essa, tende a zero anche v_{F}) il momento magnetico dell'atomo di elemento drogante e quello dell'elettrone di conduzione si legano fortemente a formare uno stato di momento magnetico totale nullo.